# 聖書宣教会
聖書宣教会（せいしょせんきょうかい、英語: Japan Bible Seminary）は、東京都羽村市にある超教派プロテスタントの神学校。

## 概要
1958年３月に閉校した東京神学塾の教師、神学生らが同年、東京杉並区に聖書神学舎を設立した。宗教改革をルーツとする、聖書信仰に基づいた神学教育がなされている。日本をはじめ世界に500名以上の牧師・宣教師を輩出している。日本福音同盟の協力会員。入学資格は、原則として大卒以上の学力を有し、洗礼後１年以上経過している者。さらに、所属教会の推薦が必要。本科生の養成期間は３年、ないし４年。

## 沿革
- 1958年5月 東京都杉並区久我山に聖書神学舎設立。設立者は舟喜順一、羽鳥明、ドナルド・ホーク
- 1959年 東京都杉並区成宗（現在の杉並区成田西）に移転する。
- 1982年 宗教法人・聖書宣教会と改称する。聖書神学舎は聖書宣教会に含まれる。
- 1983年 教会音楽科が開設される。
- 1989年 東京都浜田山から東京都羽村市に移転する。
- 1993年 教会音楽科が教会音楽舎になる。
- 2003年 教会音楽舎が閉じられ、聖書神学舎本科に加えて教会音楽科が開設される。
- 2007年 カリキュラム変更に伴い「シニアコース」が「聖書科」として発展的に解消されることが決まる。
- 2020年 聖書学研究所(Tokyo Institute of Biblical Studies)が設置される。所長：津村俊夫　所員：三浦譲

## 特色
- 聖書を適切に解釈することを重視しており、ギリシア語、ヘブル語、アラム語の聖書言語のクラス、新約・旧約の聖書釈義のクラスが充実している。
- 学校法人ではなく宗教法人であり、カトリック修道院と同様の形をとっている。
- 全寮制で、若者からシニアまで、和気あいあいとした雰囲気での生活が送られている。
- 神学の学びのほか、地域教会で実践的な訓練を受けることができる。
- 学生の自治会「研修生会」があり、ピクニックやリトリートの運営、学校の運営の補助（食事の買い出し、設備のメインテナンス、図書館の手伝い）を行なっている。
- チャペル（礼拝堂）には、大型パイプオルガンが設置されており、火曜日から土曜日まで３０分程度の礼拝が行われている。
- 毎年秋と春に、音楽科の教師と学生の聖歌隊による、「賛美礼拝」と「教会音楽のひととき」が催されている。

## 教育

### 本科
教会の牧師、伝道師などを養成することを主目的とするコース。。制度上は宗教法人になるが、そこでの教育レベルは、北米の神学修士(Master of Divinity）と同等とされている。

### 聖書科
在籍期間が2年間のコース。聖書専攻と教会音楽専攻がある。

#### 聖書専攻
旧シニアコースが2008年度より発展的に改編されて誕生したコース。旧シニアコースに比べて原典による聖書釈義を重視し、ギリシャ語もしくはヘブル語のいずれかの習得が必要となる。入会資格として大学卒業またはそれと同等の学力が要求される。

#### 教会音楽専攻
主に教会音楽の奉仕者を養成するためのコース。声楽、オルガン演奏、指揮法、楽式論、教会音楽史などを学ぶ。入会資格として音楽大学卒業またはそれと同等の学力が要求される。

### 聖書学研究所
聖書の研究を行うとともに、研究者の養成を行う。会員、準会員が、一定期間を経て、論文審査に合格すると、それぞれディプロマ（ThD相当, ThM相当）が授与され、海外の高等教育機関との連携で学位が授与されることもある。。

### 聴講制度
一般の信徒が通いながら学ぶためのコース。一学期に3科目まで受講できる。取得した科目は後にフルタイムでの学びを始めた場合に正規の単位として認められる。

### 拡大教育
- 聖書講座…聖書の基本的な学びのための短期コース。毎週1回、合計15回で終了する。四ッ谷のぶどうの樹キリスト教会で開催されている。
- 教会合唱講座…2003年開講。週1回、合計9回で終了する。浜田山キリスト教会で開催されている。
- 軽井沢バイブル・スクール…1994年開講。恵みシャレー軽井沢セミナーと協力して2泊3日の集中的な学びを行なっている[8]。

## 学生生活
- 原則として全寮制である。単身寮の1階が男女兼用の食堂、2階が男子寮で、3階が女子寮である。家族寮は離れた所にあるアパートを家族寮として借り上げて使用している。
- 単身寮の食事は、調理専任職員が火曜日から金曜日までの昼食と夕食を作る。火曜日から土曜日までの朝食と月曜日の夕食は単身寮生が交代で作る。それ以外の食事は寮生が各自で用意する。
- 単身寮は火曜日から土曜日まで早天祈祷会が行われている。

## 関係者

### 歴代理事長
- 羽鳥明（会長）
- 舟喜信（会長）
- 松元保羅 (会長代行)
- 遠藤嘉信 (会長代行)
- 鞭木由行 (会長)
- 清水昭三
- 岸本紘
- 鳥居完次

### 歴代校長
- 舟喜順一（聖書神学舎教師会議長）
- 後藤茂光（聖書神学舎教師会議長）
- 内田和彦 (聖書神学舎教師会議長)
- 津村俊夫 (聖書神学舎教師会議長)
- 鞭木由行
- 赤坂泉

### 教師

#### 現在の教師
- 赤坂泉（校長、生活研修主任、牧会学､説教学）
- 伊藤暢人（教務主任、旧約学）
- 鞭木由行（図書館長、特任教師、アラム語、旧約学、組織神学、教理史など）
- 津村俊夫（聖書学研究所所長、特任講師、旧約学など）
- 横山昌英（ギリシア語）
- 三浦譲　(新約学)
- 矢吹綾子　(教会音楽)
- 田村将　(旧約学)
- 若井和生　(歴史神学)

#### 過去の教師・講師
- 舟喜順一（元聖書神学舎教師会議長）
- 舟喜信（元聖書宣教会会長）
- 島田福安（組織神学、カウンセリング）
- 後藤茂光（元聖書神学舎教師会議長）
- フランク・コール（弁証論、教会論、比較宗教学、冗談学）
- 綾部ヘンリー（新約学）
- 岳藤豪希（教会音楽）
- 飯島千雍子（教会音楽）
- 羽鳥明（元聖書宣教会会長、放送伝道）
- 山口昇
- 井出定治（説教演習、牧会学）
- 植木紀夫 (賛美歌学、教会音楽)
- 遠藤嘉信（旧約学）
- 坂野慧吉(牧会学)
- 松元保羅 (宣教学)
- 岳藤照子 (教会音楽)
- 岡山英雄（組織神学、弁証論）
- 早坂恭　(新約学)
- 富田雄治 (歴史神学、新約学)
- 牧野直之 (実践神学)
- 岸本紘（組織神学､牧会学）
- 内田和彦（元聖書神学舎教師会議長、名誉教授）
- 松本任弘（名誉教授）
- 遠藤勝信（教務主任､新約学）
- 中村敏（日本キリスト教史）
- 山中直義（ギリシア語、新日本聖書刊行会・研究員）
- 久利英二（名誉教授）

### 出身者

#### 聖書神学舎
- 井出定治（いで さだじ、1959年卒、第1期）-説教家
- 大島末男（おおしま すえお、1959年卒、第1期）-神学者（組織神学）、麗澤大学教授
- 岩井清(いわい きよし1961年卒、第2期)-活水聖書学院院長
- 森和亮（もり かずすけ、1961年卒、第2期）-共立女子聖書学院理事長
- 井戸垣彰（いどがき あきら、1962年卒、第3期）-説教家
- 西満（にし みつる、1964年卒、第5期）-聖書学者(旧約聖書学)
- 松本任弘（まつもと ただひろ、1965年卒、第6期）-聖書学者(旧約聖書学)、聖書神学舎名誉教授
- 上沼昌雄(うえぬま まさお、1971年卒、第12期)-キリスト教著作家
- 内田和彦（うちだ かずひこ、1973年卒、第14期）-聖書学者（新約聖書学)、聖書神学舎教師会議長(1993-2005年)、聖書神学舎名誉教授
- 丸屋真也（まるや しんや、1973年卒、第14期）-臨床心理学者
- 中村敏（なかむら さとし、1975年卒、第16期）-歴史学者(日本キリスト教史)、新潟聖書学院学院長
- 三上章(みかみ あきら、1975年卒、第16期)-聖書学者(新約聖書学)、東洋英和女学院大学教授
- 佐々木哲夫(ささき てつお、1978年卒、第19期)-聖書学者(旧約聖書学)、東北学院大学院長
- 鞭木由行（むちき よしゆき、1979年卒、第20期）-聖書学者(旧約聖書学)、聖書宣教会会長(2007-2009年)、校長(2009-2017年)、説教家
- 佐藤彰（さとう あきら1982年卒、第23期）-説教家、キリスト教著作家
- 岡山英雄（おかやま ひでお、1983年卒、第24期）-聖書学者(新約聖書学)、牧師
- 松元潤(まつもと じゅん、1984年卒、第25期)-北海道聖書学院長
- 遠藤嘉信（えんどう よしのぶ、1985年卒、第26期）-聖書学者(旧約聖書学)、説教家
- 赤坂泉（あかさか いずみ、1986年卒、第27期）-聖書宣教会校長 (2017-)
- 遠藤勝信（えんどう まさのぶ、1989年卒、第30期）-聖書学者(新約聖書学)、説教家、東京女子大学教授
- ブラッシュ・リチャード(2012年卒、第53期)-神学者(組織神学)、キリスト聖書神学校専任講師

#### 教会音楽科
- 矢吹綾子(やぶき あやこ、1989年卒)-オルガニスト、聖書宣教会教師
- 遠藤かおる(えんどう かおる、1991年卒)-声楽家、聖書宣教会元講師、お茶ノ水聖書学院元講師
- 植木紀夫(うえき のりお、1993年卒)-声楽家、合唱指揮者、桜美林大学教授
- 森岡泰子(もりおか やすこ、2006年卒)-合唱指揮者、名古屋エヴァンゲリウム・カントライ指揮者、東海聖書神学塾講師